# 常紋號誌站
常紋號誌站（日语：／ Jōmon shingōjō */?）位於北海道北見市留邊蘂町，曾經是北海道旅客鐵道（JR北海道）石北本線上的號誌站。

## 車站構造
常紋號誌站距生田原站約10.3 公里，位於爬坡道上，是罕見的折返式號誌站。有2條側線。分歧處被大型的防雪廊（スノーシェルター）覆蓋住。現在並無安排列車在此進行會車，故所有號誌機與會車相關設備已經停用，僅留主幹線上的號誌機作為閉塞區間的分界。

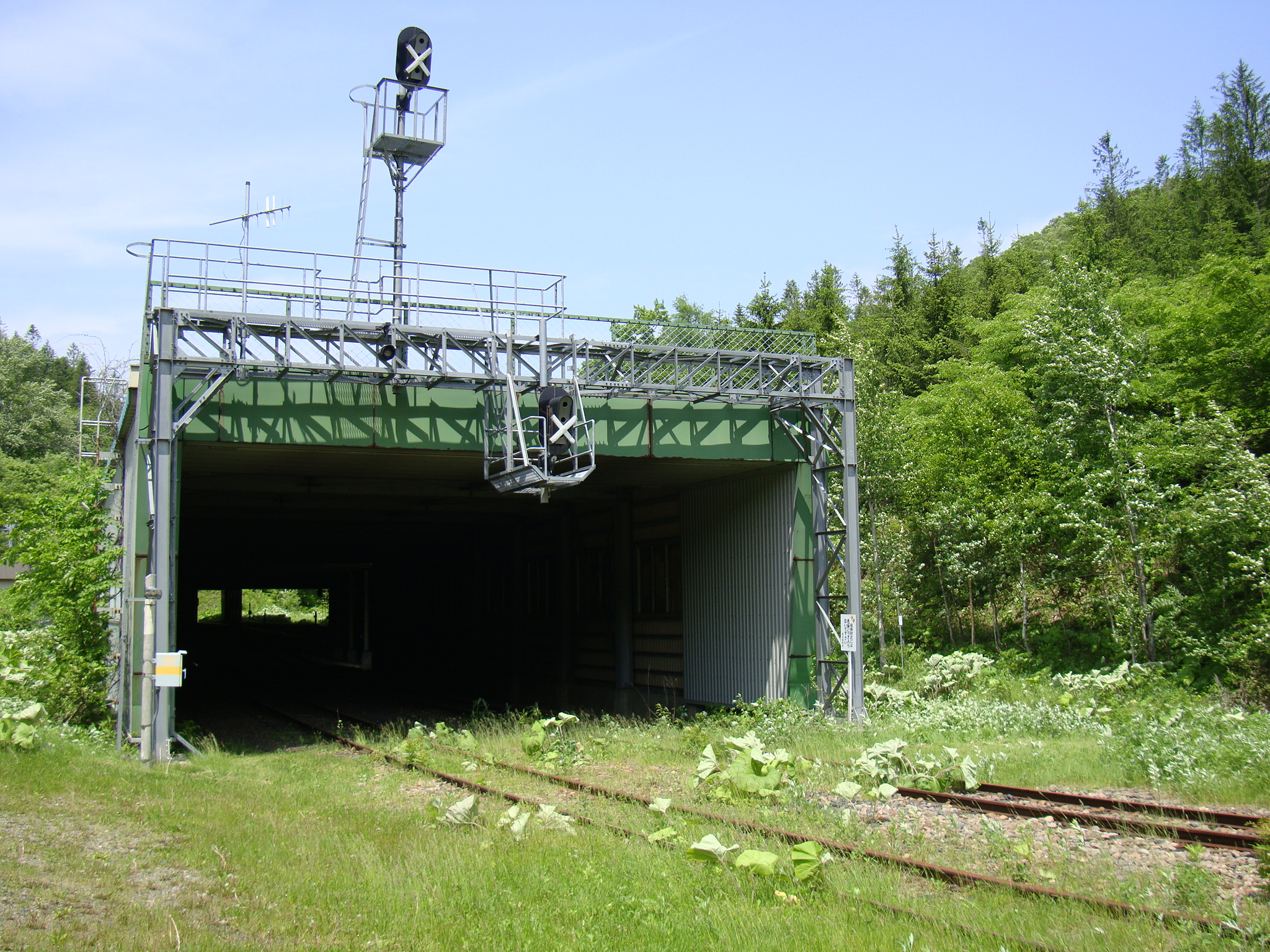
已經停用的號誌機

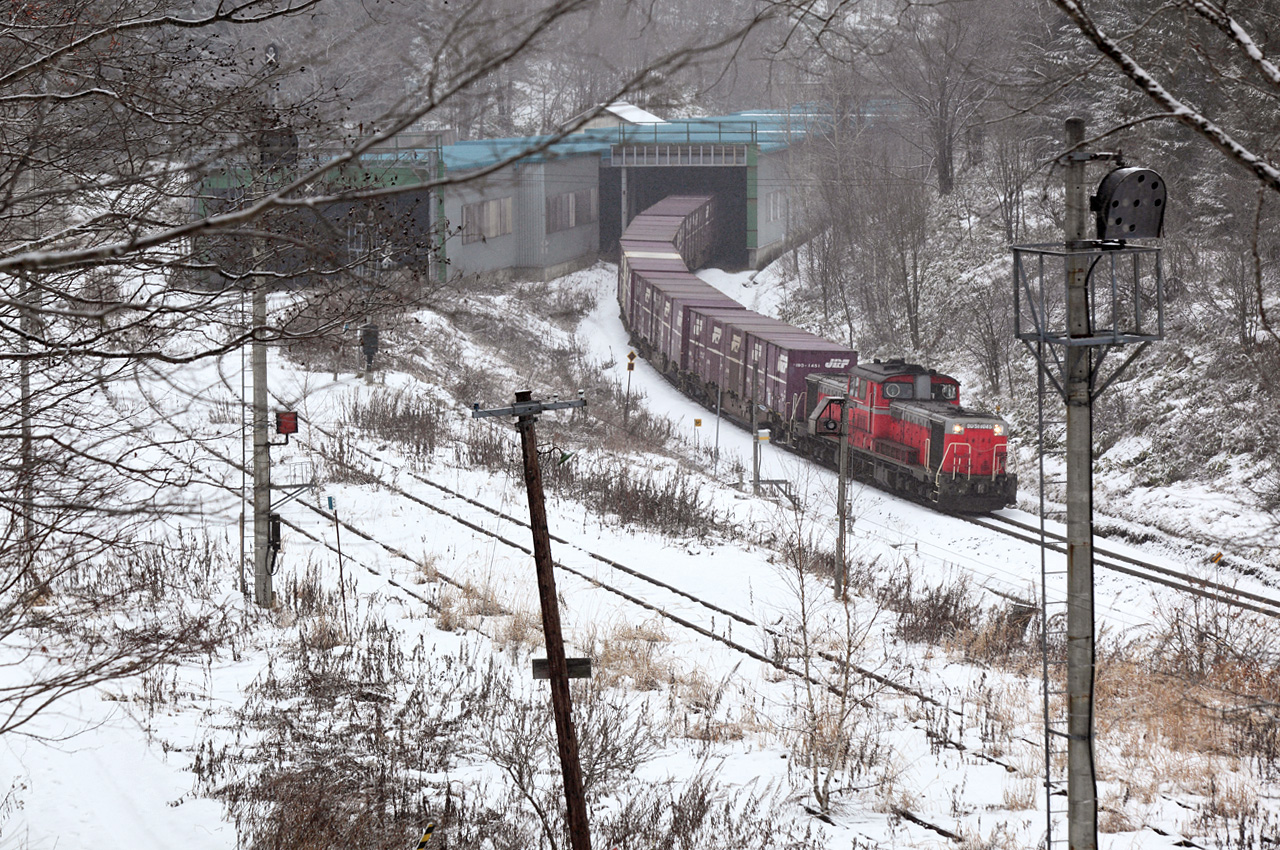
通過號誌站的貨物列車

## 車站周邊
位於常紋隧道留邊蘂出口處。附近只有森林。
- 常紋隧道
- 熊之澤川

## 历史
- 1914年（大正3年）10月5日 - 設立常紋號誌所。
- 1922年（大正11年）4月1日 - 改稱常紋號誌站。
- 1951年（昭和26年）4月1日? - 升級為臨時站，辦理旅客業務。
- 1975年（昭和50年）7月1日? - 廢止旅客業務。
- 1987年（昭和62年）4月1日 - 國鐵分割民營化後成為北海道旅客鐵道（JR北海道）轄下的號誌站。
- 2001年（平成13年）6月30日 -  停用號誌機與會車相關設備。

此段路線坡陡，石北本線仍使用蒸汽機車時，經常重連運轉。。折返式的常紋號誌站是鐵道攝影愛好者的熱門景點，在蒸汽機車運用晚期，曾臨時於此辦理客運供眾多鐵道迷使用。
常紋號誌站附近有常紋隧道，營運時期的常紋號誌站當值鐵道員曾經目擊靈異現象，亦成為日本鬧鬼勝地之一。
- 2017年（平成29年）3月4日：完全廢止。[新聞 1][1]

## 相鄰車站
北海道旅客鐵道（JR北海道）
石北本線（廢站時）
生田原（A53）－（常紋信號場）－（金華信號場）－西留邊蘂（A55）

## 相關項目
- 日本鐵路車站列表